# Iguanognathus werneri
Iguanognathus werneri (лопаткозубий вуж) — вид змій родини полозових (Colubridae). Мешкає в Західній Африці. Вид названий на честь австрійського зоолога Франца Вернера. Це єдиний представник монотипового роду Iguanognathus.

## Поширення і екологія
Лопаткозубі вужі відомі за типовим зразком, зібраним у 1898 році на Суматрі.